# Episodi di Reporter alla ribalta (terza stagione)
La terza stagione della serie televisiva Reporter alla ribalta è stata trasmessa in anteprima negli Stati Uniti d'America dalla NBC tra il 18 settembre 1970 e il 19 marzo 1971.
| nº | Titolo originale                      | Titolo italiano | Prima TV USA      | Prima TV Italia |
| -- | ------------------------------------- | --------------- | ----------------- | --------------- |
| 1  | So Long, Baby, and Amen               |                 | 18 settembre 1970 |                 |
| 2  | A Love to Remember                    |                 | 25 settembre 1970 |                 |
| 3  | Cynthia Is Alive and Living in Avalon |                 | 2 ottobre 1970    |                 |
| 4  | Battle at Gannon's Bridge             |                 | 9 ottobre 1970    |                 |
| 5  | The Enemy Before Us                   |                 | 16 ottobre 1970   |                 |
| 6  | The Time Is Now                       |                 | 23 ottobre 1970   |                 |
| 7  | The War Merchants                     |                 | 30 ottobre 1970   |                 |
| 8  | Little Bear Died Running              |                 | 6 novembre 1970   |                 |
| 9  | All the Old Familiar Faces            |                 | 13 novembre 1970  |                 |
| 10 | I Love You, Billy Baker (Part 1)      |                 | 20 novembre 1970  |                 |
| 11 | I Love You, Billy Baker (Part 2)      |                 | 27 novembre 1970  |                 |
| 12 | Why I Blew Up Dakota                  |                 | 4 dicembre 1970   |                 |
| 13 | Aquarius Descending                   |                 | 11 dicembre 1970  |                 |
| 14 | The Glory Shouter                     |                 | 18 dicembre 1970  |                 |
| 15 | A Sister from Napoli                  |                 | 8 gennaio 1971    |                 |
| 16 | LA 2017                               |                 | 15 gennaio 1971   |                 |
| 17 | The Man Who Killed a Ghost            |                 | 29 gennaio 1971   |                 |
| 18 | Seek and Destroy                      |                 | 5 febbraio 1971   |                 |
| 19 | A Capitol Affair                      |                 | 12 febbraio 1971  |                 |
| 20 | The Savage Eye                        |                 | 19 febbraio 1971  |                 |
| 21 | Appointment in Palermo                |                 | 26 febbraio 1971  |                 |
| 22 | Beware of the Watchdog                |                 | 5 marzo 1971      |                 |
| 23 | The Broken Puzzle                     |                 | 12 marzo 1971     |                 |
| 24 | The Showdown                          |                 | 19 marzo 1971     |                 |